# Česká šachová extraliga 2006/2007
Česká šachová extraliga 2006/07 byla nejvyšší šachovou soutěží v sezoně 2006/07 v Česku. Zúčastnilo se 12 družstev, přičemž nováčci byli 1. Novoborský ŠK a BŠŠ Frýdek-Místek. Pro oba to byla první účast v nejvyšší soutěži. Družstvo A64 Hagemann Opava se přesunulo z Opavy do Grygova a změnilo název na A64 Valoz Grygov.
Družstva byla rozdělena do dvojic podle geografické blízkosti a sezóna byla odehrána formou dvoukol v sobotu a v neděli, kdy vždy tři dvojice tedy 6 družstev hrálo toto dvoukolo doma a šest venku. Navíc bylo mezi třetí a čtvrté dvoukolo vloženo sobotní kolo, ve kterém se vzájemně střetla družstva z jednotlivých dvojic. Hracími dny byly 4./5. listopad 2006, 2./3. prosinec 2006, 16./17. prosinec 2006, 13. leden 2007, 10./11. března 2007, 24./25. března 2007.
Svého čtvrtého vítězství vítězství dosáhl tým RC Sport Pardubice před nováčkem 1. Novoborský ŠK. Na 3. místo dosáhl tým Labortech Ostrava. Z extraligy sestoupili Lokomotiva Brno po sedmi sezónách a ŠK Sokol Vyšehrad, který hrál extraligu od jejího založení na podzim 1992.

## Konečná tabulka
| Poř. | Tým                      | Z  | V  | R | P  | BZ | BP   | VP |
| ---- | ------------------------ | -- | -- | - | -- | -- | ---- | -- |
| 1.   | RC Sport Pardubice       | 11 | 10 | 0 | 1  | 30 | 58,0 | 40 |
| 2.   | 1. Novoborský ŠK (EP, N) | 11 | 7  | 2 | 2  | 23 | 50,5 | 26 |
| 3.   | Labortech Ostrava        | 11 | 7  | 1 | 3  | 22 | 51,0 | 32 |
| 4.   | ŠK Mahrla Praha          | 11 | 7  | 1 | 3  | 22 | 50,5 | 31 |
| 5.   | TJ TŽ Třinec             | 11 | 5  | 2 | 4  | 17 | 46,5 | 30 |
| 6.   | BŠŠ Frýdek-Místek (N)    | 11 | 5  | 2 | 4  | 17 | 48,0 | 27 |
| 7.   | A64 Valoz Grygov         | 11 | 5  | 2 | 4  | 17 | 45,5 | 26 |
| 8.   | TJ Zikuda Turnov         | 11 | 3  | 4 | 4  | 13 | 42,0 | 19 |
| 9.   | Sokol Plzeň I. Ingem     | 11 | 3  | 2 | 6  | 11 | 37,5 | 19 |
| 10.  | ŠK SK Zlín               | 11 | 3  | 1 | 7  | 10 | 41,0 | 26 |
| 11.  | Lokomotiva Brno          | 11 | 2  | 1 | 8  | 7  | 32,0 | 15 |
| 12.  | ŠK Sokol Vyšehrad        | 11 | 0  | 0 | 11 | 0  | 25,5 | 8  |